# لعبة تقمص أدوار تكتيكية

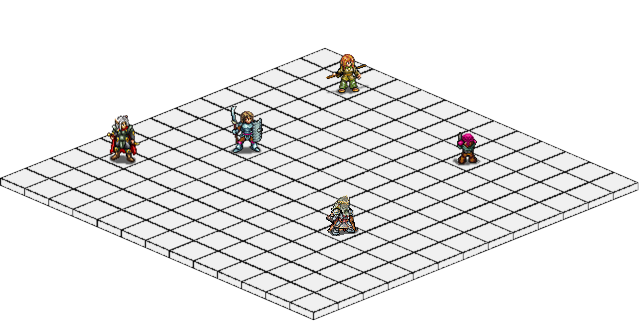
مثال لوضع الشخصيات في ساحة المعركة

لعبة تقمص أدوار تكتيكية (بالإنجليزية:Tactical role-playing game)، هي نوع يدمج بعض عناصر ألعاب تقمص الأدوار مع الألعاب الإستراتيجية. يتم التحكم بالشخصيات في منطقة مكونة من مربعات كثيرة، لكل شخصيات اللاعب والشخصيات المعادية دور خاص به للتحرك أو الهجوم أو القيام بأي شيء آخر. شاينينج فورس (بالإنجليزية: Shining Force)‏ مثال على هذا النوع.